# Schul- und Gemeindehaus Kleinmünchen

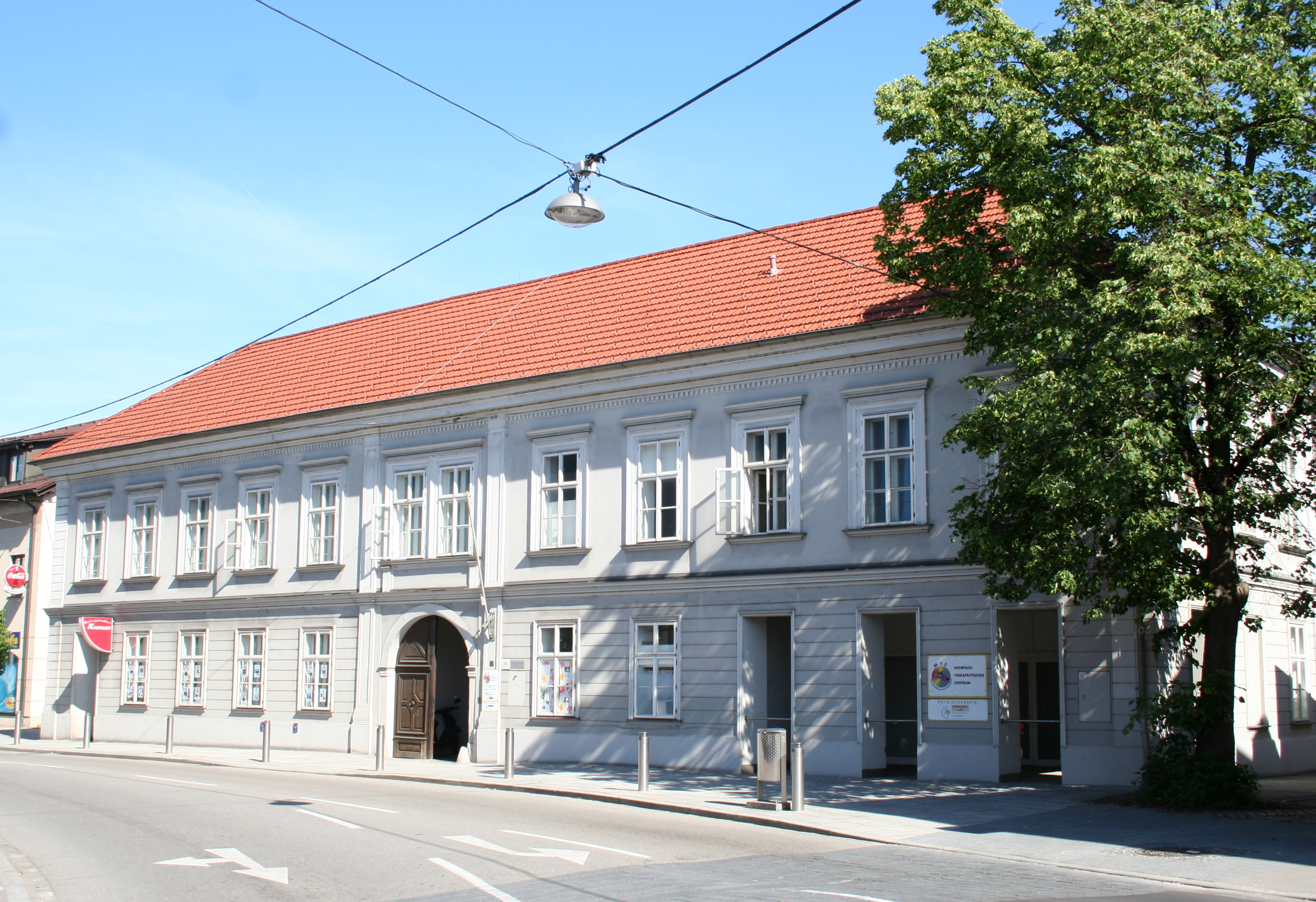
Hauptfront des Schul- und Gemeindehauses (2010)

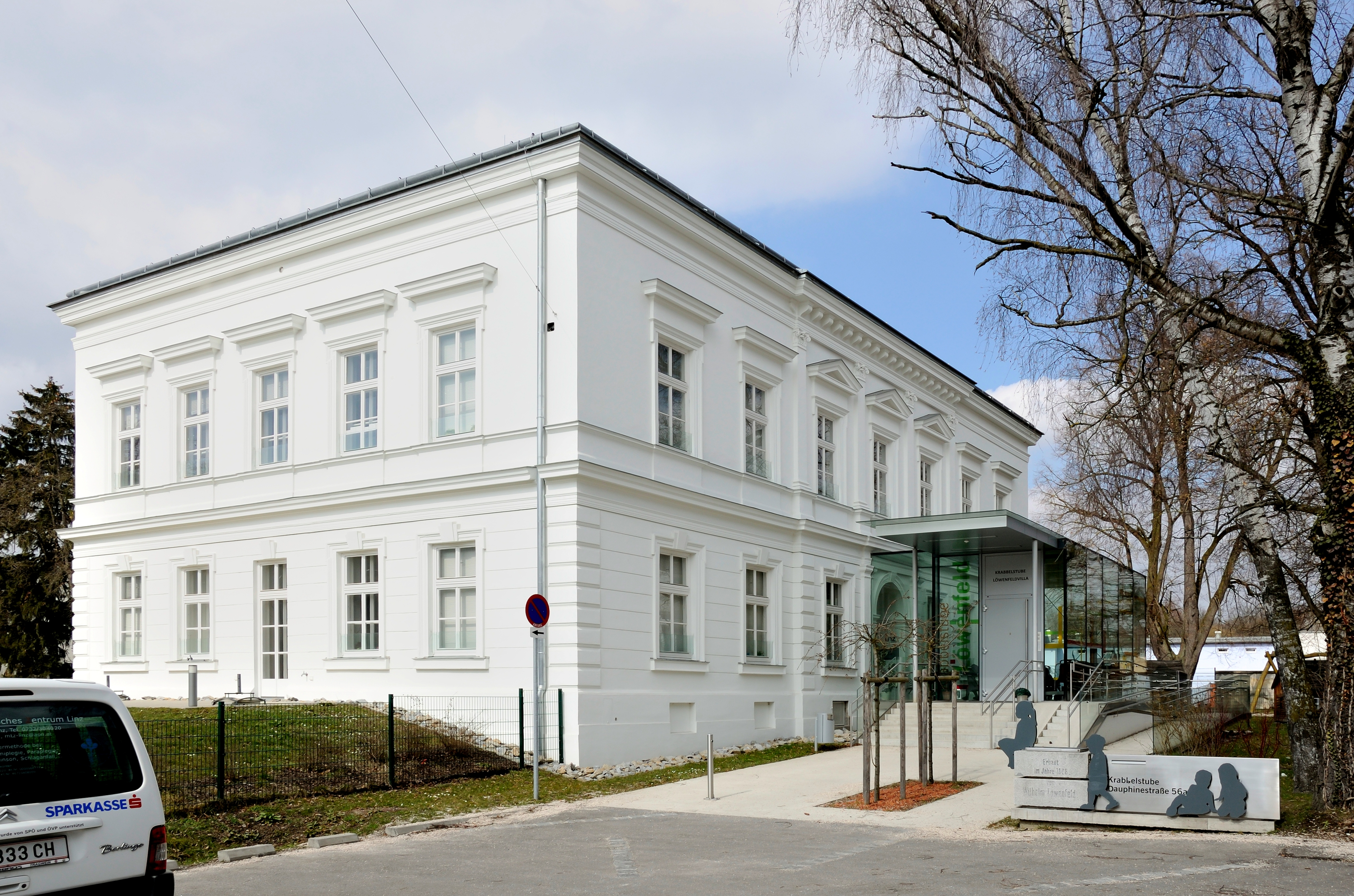
Der Kindergarten (2013)

Das Schul- und Gemeindehaus Kleinmünchen ist das ehemalige Schul- und Gemeindehaus der ehemals selbständigen Gemeinde Kleinmünchen (heute ein Stadtteil der oberösterreichischen Landeshauptstadt Linz). Das wahrscheinlich im dritten Viertel des 19. Jahrhunderts errichtete Ensemble liegt in der Dauphinestraße 56 und steht unter Denkmalschutz (Listeneintrag).

## Geschichte
Das Schul- und Gemeindehaus der Gemeinde Kleinmünchen wurde im späten 19. Jahrhundert errichtet und in der Folge mehrfach umgebaut und erweitert. Die Umbauten und Erweiterungen wurden im Laufe des späten 19. Jahrhunderts bzw. im 20. Jahrhundert durchgeführt. Die Fassade wurde 1909 von Maurermeister Ferdinand Bachbaur gestaltet. Die dahinterliegende, ehemalige Kleinkindbewahranstalt in der Dauphinestraße 56a entstand 1878 durch die Oberösterreichische Baugesellschaft, wobei als Bauherr Wilhelm von Löwenfeld fungierte. Der heutige Caritas-Kindergarten wurde 1903 im Bereich der ebenerdigen Seitenflügel durch Ferdinand Bachbaur aufgestockt und 1941 durch das Amt für Volkswohlfahrt unter Bauführer Karl Schimany umgebaut.

## Bauwerk
Das Schul- und Gemeindehaus gruppiert sich um einen rechteckigen Hof. Der inhomogene, zweigeschoßige Baukörper besitzt eine Hauptfront mit schlichter, historistischer Gliederung. Bachbaur setzte im Erdgeschoß Nutungen als Akzentuierung ein und stattete die Erdgeschoßfenster mit spätklassizistischen Lanzengittern aus. Das Obergeschoß trennte er vom Erdgeschoß durch ein Kordongesims. Das Obergeschoß ist durch eine Nutung an den Ecklisenen gegliedert. Die Fenster des Obergeschoßes wurden mit profilierten Rahmungen,  einfachen Parapetfeldern und gerader Verdachung ausgestattet. Zwischen dem Obergeschoß und dem Dach brachte Nachbaur ein Kranzgesims mit Zahnschnittfries an. Das rundbogige Hauptportal ist von Pilastern flankiert und besitzt nach alter Form erneuerte Holztürflügel. Die Ostfassade des Schul- und Gemeindehauses wurde im Bereich der drei südlichen Achsen analog zur Hauptfassade, in den übrigen Fensterachsen jedoch einfacher gegliedert. Auf eine Fassadengestaltung der Westfassade wurde hingegen verzichtet. Der hofseitige Osttrakt besitzt ausgefachte Arkaden zwischen Lisenen. Im Obergeschoß befinden sich orthogonale Faschenraster mit Doppelfenstern. Der hintere, ursprünglich als Turnsaal genutzte Quertrakt wurden 1994 abgebrochen.
Der hinter dem Schul- und Gemeindehaus liegende Kindergarten befindet sich in einem freistehenden Gebäude mit historistischer Gliederung, als Gestaltungselemente im Erdgeschoß Nuten und rustizierende Ecklisenen und geohrte Fensterrahmungen. Die östliche Eingangsfront besitzt einen dreiachsigen Risalit mit Pilastergliederung sowie dreieckige Fensterverdachungen. Wie im davorliegenden Gebäude besitzt auch der Kindergarten ein von Pilastern flankiertes Rundbogenportal.